# 耶尔萨克
耶尔萨克（法語：Hiersac，法語發音：[jɛʁsak]）是法国夏朗德省的一个市镇，属于昂古莱姆区。

## 地理
耶尔萨克（45°40'7"N, 0°0'17"E）面积7.36 平方千米，位于法国新阿基坦大区夏朗德省，该省份为法国西部内陆省份，北起德塞夫勒省和维埃纳省，东临上维埃纳省，东南至多尔多涅省，南至多爾多涅省，西接滨海夏朗德省。
与耶尔萨克接壤的市镇（或旧市镇、城区）包括：努埃尔河畔阿涅尔、尚米永、杜扎、穆利达尔、圣萨蒂南。

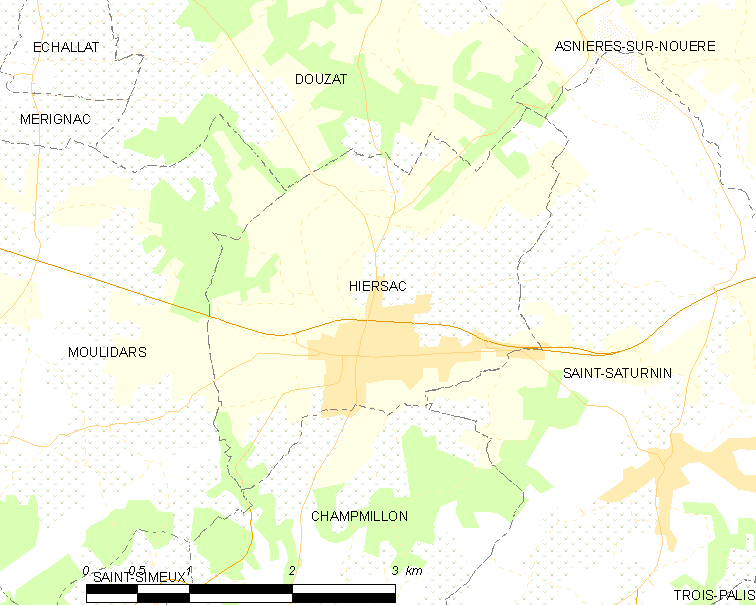
耶尔萨克的OSM定位图

耶尔萨克的时区为UTC+01:00、UTC+02:00（夏令时）。

## 行政
耶尔萨克的邮政编码为16290，INSEE市镇编码为16163。

## 政治
耶尔萨克所属的省级选区为努埃尔河谷县。

## 人口

1962-2008年间耶尔萨克人口变化图示

耶尔萨克于2022年1月1日时的人口数量为1150人。